# Friedrich Wilhelm Beneke

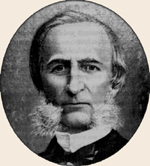
Friedrich Wilhelm Beneke

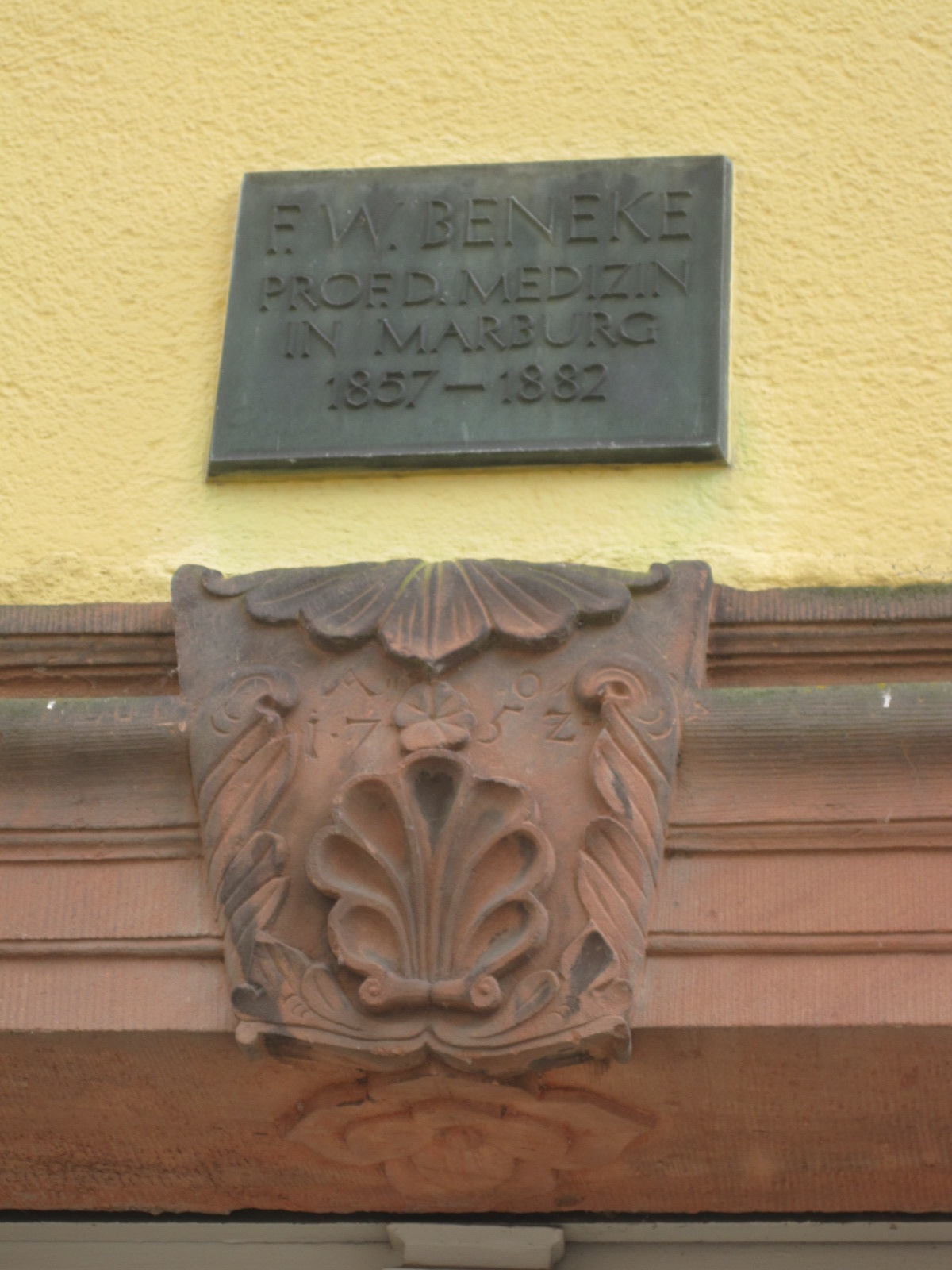
Gedenktafel am ehem. Wohnhaus von F. W. Beneke, Am Plan 3, Marburg

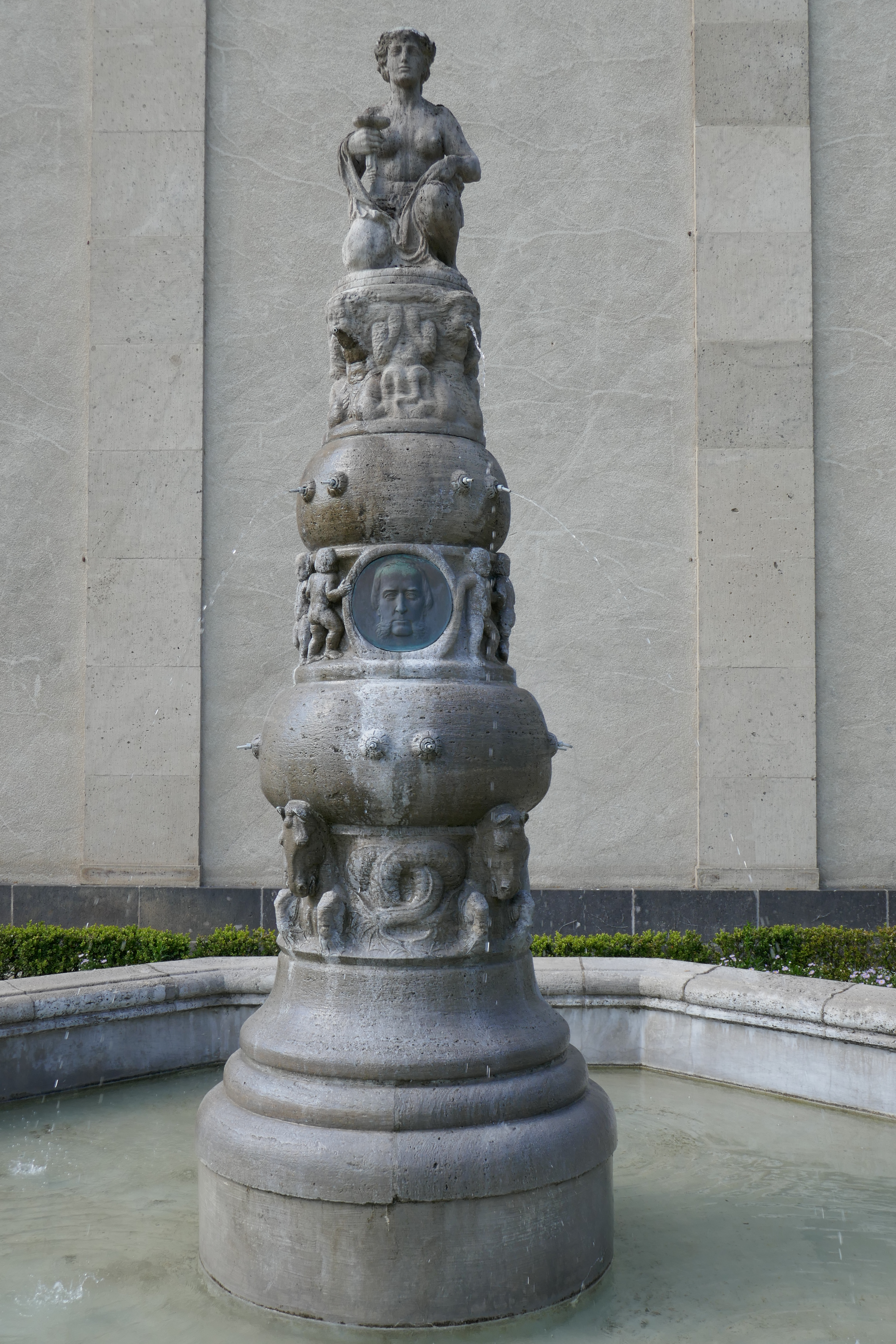
Beneke-Brunnen von Heinrich Jobst in Bad Nauheim, 1910

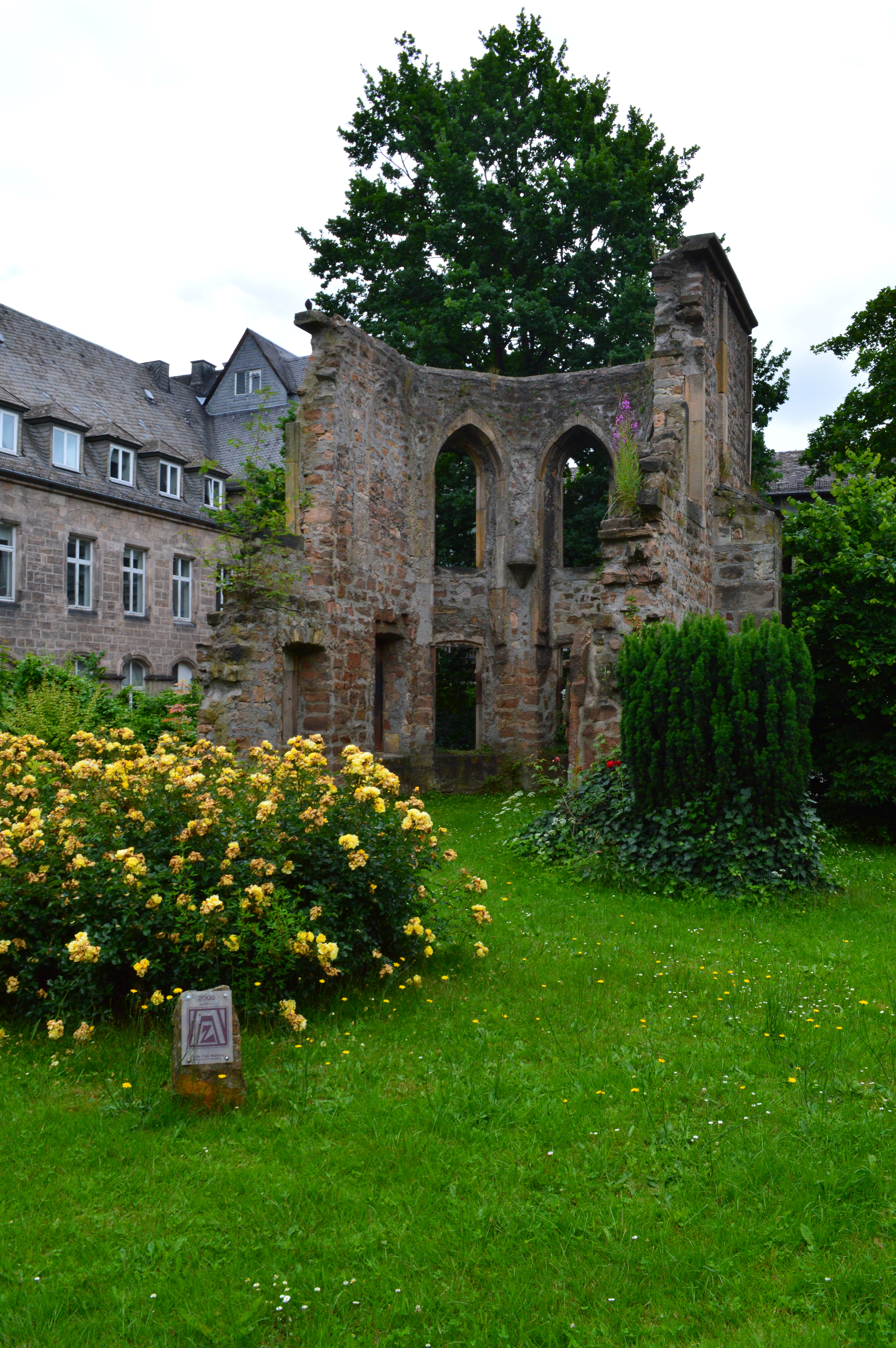
Ruine des Chors der Franziskus-Kapelle Marburg, Sektionssaal Benekes

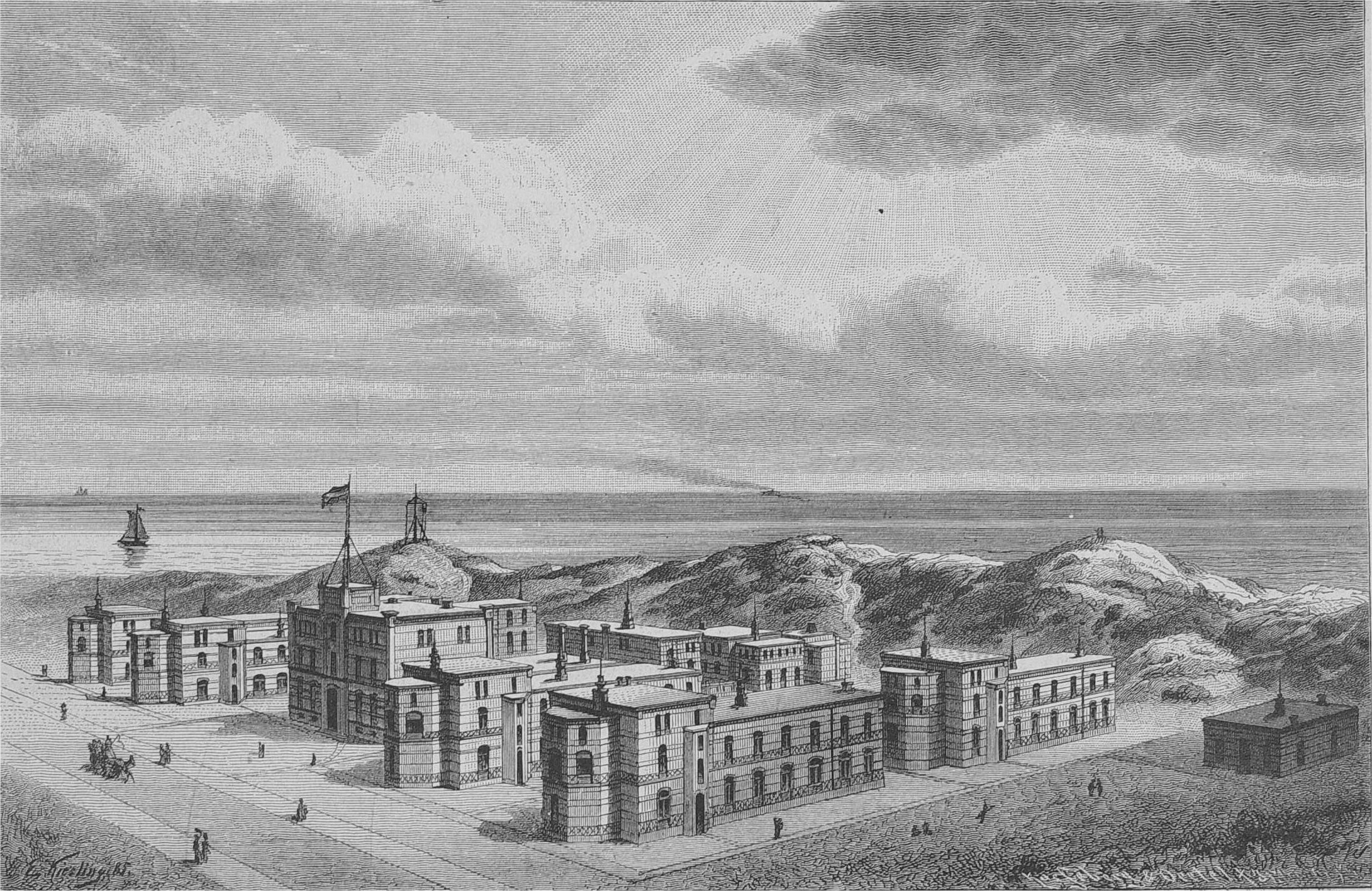
Seehospiz Kaiserin Friedrich, Norderney, aus: Die Gartenlaube (1885) b 605

Friedrich Wilhelm Beneke (* 27. März 1824 in Celle; † 16. Dezember 1882 in Marburg) war ein deutscher Arzt, Pathologe und Balneologe. Er gilt als einer der Begründer des deutschen Seebäderwesens und insbesondere der Kinderheilstätten am Meer.

## Leben
Beneke war der Sohn von Georg August Beneke (8. Mai 1788 in Celle – 15. Juli 1858 ebenda), der in Celle als angesehener Jurist, Protonotar und Justizkanzleisekretär tätig war, und von Caroline Artemisia Hansing (7. Januar 1795 in Harburg – 7. Januar 1875 in Celle), die Tochter des Harburger Bürgermeisters Engelhard Hansing.
Nach dem Abitur 1842 studierte er in Göttingen Medizin, 1846 promovierte er und ließ sich anschließend als praktischer Arzt in Celle nieder.
Anfang 1849 wählte man ihm zum leitenden Arzt des Deutschen Hospitals in London, wo er zweieinhalb Jahre blieb. In dieser Zeit lernte er die erste Seeheilstätte Europas für schwächliche und skrofulöse Kinder kennen, das 1796 in Margate gegründete „Royal Seabathing Infirmary and Royal National Hospital for Scrofula“, lange Zeit die einzige Anstalt dieser Art und außerhalb Englands trotz beachtenswerter Erfolge wenig bekannt. 1850 veröffentlichte er seine dort gemachten Erfahrungen. Im Herbst 1851 kehrte nach Deutschland zurück und ließ sich als praktischer Arzt in Hannover nieder, wobei er sich in den Sommermonaten 1852 und 1853 als Regierungs-Badearztes in Bad Rehburg betätigte. 1853 wurde er Leibarzt des Großherzogs von Oldenburg. In dieser Stellung konnte Beneke Reisen auf die Nordseeinseln, nach Wangerooge, auf die Isle of Wight und nach Nauheim unternehmen, um sich nach geeigneten Orten für die Gründung einer Anstalt nach englischem Muster umzusehen. Beneke regte die Gründung eines Kinderkrankenhauses in Oldenburg an, das 1872 eingeweiht werden konnte. 1857 wurde er wegen seiner Qualifikationen in der Balneologie zum ersten Brunnenarzt in Nauheim ernannt und es wurde ihm bewilligt, Vorlesungen auch in Marburg zu halten. 1858 wurde ihm der Titel eines Geheimen Medicinalrathes verliehen. An der Universität Marburg wurde er 1858, zunächst probeweise, zum Vorstand des neu errichteten pathologisch anatomischen Institutes berufen, 1863 zum außerordentlichen Professor, 1867 zum ersten ordentlichen Professor für pathologische Anatomie ernannt. Inzwischen war Kurhessen 1866 preußisch geworden und Beneke musste sich zwischen einer klinischen Tätigkeit im nun hessisch-darmstädtischen Nauheim oder einer theoretischen akademischen Tätigkeit im preußischen Marburg entscheiden. Beneke standen zunächst die kurz zuvor frei gewordenen Räumlichkeiten der Chirurgischen Klinik, der Operationssaal in der alten Hospitalkapelle zur Verfügung, die heute noch als malerische Ruine vor dem Physiologischen Institut am Pilgrimstein zu sehen ist. 1868 wurde er zum Fürstlich Waldeckischen Leibarzt ernannt, 1875 und 1880 war er Dekan der medizinischen Fakultät. Seine sommerliche balneologische Praxis als Brunnenarzt in Nauheim konnte er aber bis an sein Lebensende beibehalten.

## Wirken
Beneke hinterließ ein reichhaltiges Schrifttum. Schon seit jungen Jahren beschäftigte er sich mir physikalisch-chemischen Untersuchungen und den Grundlagen einer auf physiologischen rationalen Grundlagen aufgebauten Medizin sowie einer Vereinheitlichung und Vergleichbarkeit des Messwesens. In diesem Zusammenhang gründete er nach der 29. Versammlung deutscher Naturforscher und Ärzte in Wiesbaden im Herbst 1852 mit Julius Vogel und Hermann Nasse einen Verein, dessen von Beneke betreutes „Correspondenzblatt des Vereins für gemeinschaftliche Arbeiten zur Förderung der wissenschaftlichen Heilkunde“ von 1853 bis 1863 in 65 Nummern erschien und als „Archiv des Vereins für wissenschaftliche Heilkunde“ (N. F. Bd. I–III, 1864–1867) fortgesetzt wurde. Beneke ist ein Vertreter der chemisch-physiologischen naturwissenschaftlichen Medizin, des Zählens und des Messens, der die Bibel zitiert: „Gott hat alles nach Maß, Zahl und Gewicht geordnet“. So ist Konstitution für Beneke das Größenverhältnis der einzelnen anatomischen Apparate, eine konstitutionelle Krankheit eine Dekompensation der Abweichungen, die zu einer Störung der Arbeit des Organismus führt. Es macht sich für Beneke als Vorläufer der Konstitutionspathologie die „Anomalie eines Maschinentheils in der Gesammtleistung der Maschine dennoch geltend, und manche den Kliniker oder praktischen Arzt frappirende Erscheinung in den Symptomen, dem Verlauf oder den Ausgängen einer Krankheit, die verschiedene Widerstandsfähigkeit der einzelnen Individuen, die verschiedenen Effekte gleicher Ernährungsweise bei verschiedenen Individuen, und vieles Ander, was uns oft räthselhaft erschein, dürfte zum grossen Teil auf derartigen leichteren Constitutionsanomalien beruhen… …es wird die Zeit kommen, in welcher die Gesammtheit der Mediciner anerkennt, dass die Physiologie, so wie die Pathologie des Menschen eine ihrer vornehmsten Grundlagen haben in der Anthropometrie. Denn die vollendete Kenntniss der Maschine selbst und ihrer einzelnen Theile ist die unerlässliche Vorbedingung für die Kenntnis jeglicher Arbeit und Leistung derselben“.
Wer eine solche spezifische Heilkraft leugnet, der kennt sie nicht. (Beneke zum Nordseeaufenthalt)
Auf dem Kongress der pädiatrischen Sektion der Versammlung Deutscher Naturforscher und Ärzte in Berlin hielt Beneke unter dem Vorsitz von August Steffen am 5. April 1880 einen Vortrag, in dem er die Errichtung von Unterkünften zur Behandlung kranker, unbemittelter Kinder auf Norderney, Helgoland oder Borkum forderte, insbesondere, um die Scrofulose und die beginnende Schwindsucht bei Jugendlichen zu behandeln. Am 20. September 1880 wurde das „Comité zur Errichtung von Kinderheilstätten an der Nordsee“ gegründet, dem viele bedeutende Ärzte beitraten. Das Protektorat über diesen neugegründeten Verein übernahmen am 11. Januar 1882 der Kronprinz und die Kronprinzessin des Deutschen Reiches und von Preußen. So kam zur Errichtung der ersten deutschen Seehospize. In Wyk auf Föhr legte Beneke am 7. September 1881 den Grundstein für ein erstes Hospiz für Kinder. Die Baumaßnahmen wurden bis Juni 1883 abgeschlossen, sodass hier zunächst 80, später 270 Kinder einen Kuraufenthalt verbringen konnten. Nach bescheidenen Anfängen ab 1882 wurde auf Norderney am 1. Juni 1886 das Kinderkrankenhaus Seehospiz Kaiserin Friedrich eröffnet. In den folgenden Jahren folgten weitere Kinderheilstätten für „arme scrophulöse und nervenschwache Kinder“. Diese Kinderheilstätten, die nicht nur in medizinischen Zeitschriften, sondern auch in den großen Tageszeitungen beschrieben wurden, machten Beneke zu einer der in der Öffentlichkeit bekannten Persönlichkeit. Legendär wurde seine Überwinterung auf Norderney, 1881/82, mit 53 Patienten, die er persönlich begleitete, untersuchte und protokollierte.
In Marburg wurde auf Anregung Benekes eine „zur Aufnahme und Pflege armer leiblich und geistig elender Kinder dienende Anstalt“ eingerichtet, das Elisabethhaus. Gegründet wurde das Elisabethhaus am 19. November 1879 von dem eigens dafür zusammengetretenen wohltätigen Elisabethverein, dessen Hauptgründungsmitglied Beneke war, und der bis heute besteht. Er übernahm die ärztliche Überwachung bis zu seinem plötzlichen Tode 1882. Er starb, aus einem reichhaltigen Leben gerissen, kurz nach der Veröffentlichung seines Buches über die Norderney-Überwinterung an einem Akuten Abdomen. Viele seiner Pläne konnte er nicht mehr verwirklichen.
Der Beneke-Brunnen an der Seite des Kerckhoff-Institutes mit der Inschrift FW Beneke, Professor in Marburg, Arzt in Bad Nauheim, Begründer der Bäderbehandlung Herzkranker und Gründer der Kinderheilstätten an der See sowie die Benekestraße in Bad Nauheim und auf Norderney erinnern an ihn.

## Privates
Die Ehefrau Benekes, Süsette geborene Sengstack (Bremen 1825 – Marburg 1907) überlebte ihren Ehemann um 25 Jahre. Von ihren sechs Kindern überlebten fünf. Die Tochter Caroline, Lily genannt, heiratete Conrad Varrentrapp (1844–1911) Professor der Geschichte in Bonn, Straßburg und Marburg. Der Sohn Rudolf Beneke (1861–1946) wurde Professor für Pathologie in Königsberg, Marburg und Halle.
Beneke hatte „eine hervorragende Begabung zur Musik“. Er prägte er das akademische Musikleben in Marburg. Auf seine Initiative wurde 1876 ein Konzertsaal im ehem. Reithaus der Universität hergerichtet, welches die Stadt als Gesellschaftsbau gepachtet hatte und für Musik- und Theateraufführungen herrichten ließ, den „Saalbau“. Er gründete einen akademischen Gesangvereins, dessen Konzerte er persönlich einstudierte und beantragte die Ernennung eines akademischen Musikdirektors.
Beneke setzte sich für den Bau der Landesheilanstalt in Marburg-Cappel, der ersten öffentlichen Nervenheilanstalt im Pavillonstil und 1874 für die Berufung des Psychiaters Heinrich Cramer als deren Direktor ein.

## Werke
- De ortu et causis monstrorum disquisitio. Univ., Diss., Göttingen 1846.
- Der phosphorsaure Kalk in physiologischer und therapeutischer Beziehung. Ein Beitrag zur physiologischen Heilkunde. Vandenhoeck & Ruprecht, Göttingen 1850.
- Unsere Aufgaben: Ein Versuch zur Anbahnung gemeinschaftlicher Arbeiten für die rationelle Heilkunde.  Vandenhoeck & Ruprecht, Göttingen 1852.
- Über die Wirkung des Nordsee-Bades – eine physiologisch-chemische Untersuchung. Vandenhoeck & Ruprecht, Göttingen 1853.
- Physiologische Vorträge, für Freunde der Naturwissenschaften. Schmidt, Oldenburg 1856.
- Ueber die Nicht-Identität von Knorpel-, Knochen- und Bindegewebe: ein Beitrag zur Kritik der Cellularpathologie von R. Virchow. Vandenhoeck & Ruprecht, Göttingen 1859 (Abdruck aus dem Archiv f. wissenschaftl. Heilkunde. Band IV. Heft 3)
- Ueber Nauheim’s Soolthermen und deren Wirkungen auf den gesunden und kranken menschlichen Organismus. Elwert, Marburg 1859.
- Studien über das Vorkommen, die Verbreitung und die Function von Gallenbestandtheilen in den thierischen und pflanzlichen Organismen. J. Ricker’sche Buchhandlung, Gießen 1862.
- Die praktische Medicin unserer Tage. 1863.
- Zur Frage der Organisation der öffentlichen Gesundheitspflege in Deutschland. 1872.
- Grundlinien der Pathologie des Stoffwechsels. 1874.
- Balneologische Briefe zur Pathologie und Therapie der constitutionellen Krankheiten. 1876.
- Die anatomischen Grundlagen der Constitutionsanomalieen des Menschen. Elwert, Marburg 1878.
- Die sanitäre Bedeutung des verlängerten Aufenthaltes auf den deutschen Nordseeinseln in sonderheit auf Norderney. 1881.